# Agelenopsis longistyla
Agelenopsis longistyla är en spindelart som först beskrevs av Banks 1901.  Agelenopsis longistyla ingår i släktet Agelenopsis och familjen trattspindlar. Inga underarter finns listade i Catalogue of Life.